# Янг, Тони
Те́ренс Э́нтони Янг (англ. Terence Anthony Young; 24 декабря 1952 — декабрь 2024), более известный как То́ни Янг (англ. Tony Young) — английский футболист, выступавший на позиции крайнего защитника.

## Футбольная карьера
Уроженец Эрмстона (Манчестер), Тони Янг являлся воспитанником академии «Манчестер Юнайтед». А августе 1968 года подписал с клубом юношеский контракт, а в декабре 1969 года стал профессиональным футболистом. Дебютировал в основном составе «Манчестер Юнайтед» 20 августа 1970 года в матче Первого дивизиона против «Вест Хэм Юнайтед». Выступал за клуб на протяжении шести сезонов, но играл нерегулярно из-за хороших выступлений других крайних защитников, Алекса Форсайта и Стюарта Хьюстона. Всего провёл за «Юнайтед» 97 матчей и забил 1 гол. Свой единственный гол за клуб забил 3 ноября 1973 года в матче против «Челси».
В январе 1976 года перешёл в  «Чарльтон Атлетик» на правах свободного агента. Проведя за клуб 20 матчей, в том же году покинул «Чарльтон», став игроком «Йорк Сити». В 1978 году перешёл в «Ранкорн».
Умер в декабре 2024 года в возрасте 71 года.